# Stasimo
Stasim je dio grčke klasične tragedije u kojem zbor (kor) u orkestru pjeva svoju stacionarnu pjesmu (strofe i antistrofe).
Nalazi se između dijaloških dijelova (epizodija) grčke tragedije.
Svaku epizodu prati stasim. Ulazak i izvedbe koje čini zbor zovu se parodos (para + hodos cesta).
Konvencionalno, kao što je slučaj kod većine korskih oda, pisan je na dorskom grčkom jeziku.